# Pascal Sevran
Jean-Claude Jouhaud (n. 16 octombrie 1945, Paris, Île-de-France, Franța – d. 9 mai 2008, Limoges, Franța), cunoscut sub numele Pascal Sevran, a fost un prezentator, producător de televiziune, textier, cântăreț și scriitor francez.
Între 1984 și 2007, a fost gazda emisiunilor „La Chance aux chansons”, „Surprise Party”, „Sevran en chantant”, apoi „Chanter la vie” și „Entrée d'artistes” (mai întâi la TF1, apoi la France 2 din 1991). De asemenea, a scris cincisprezece cărți, inclusiv jurnalul său, publicate parțial după moartea sa.